# Château d'Arensburg
Ne doit pas être confondu avec Château d'Ahrensburg.
Ne doit pas être confondu avec le château de Kuressaare, en Estonie, appelé Arensburg lorsque la région était allemande.
Le château d'Arensburg est un château à Rinteln, dans le land de Basse-Saxe, en Allemagne.

## Histoire
Le château est probablement construit vers 1300 par le comte Adolphe VI de Holstein-Schaumbourg sur une colline escarpée avec une base rocheuse. Il est mentionné pour la première fois dans un document en 1385. On suppose qu'il y avait une structure antérieure comme tour de guet ou poste de contrôle vers 1100 ; les fouilles effectuées pendant la construction en 1951 et 1964 ne permettent pas de confirmer cette hypothèse. Les investigations montrent qu'il s'agissait à l'origine d'un petit château-tour avec des douves et dedans des pieux pointus. La tour avait une épaisseur de mur d'un mètre. La tranchée de 3 m de large est creusée jusqu'à 2,5 m dans le sol rocheux. Au XIVe siècle, la tour est remplacée par un château aux murs d'enceinte mesurant 27 m sur 28 m. À l'intérieur, il y a des structures attachées, telles qu'une structure en pierre en forme de tour, une autre structure et une structure à colombages.
Le nom du château suggère un lien avec les seigneurs d'Arnheim (de), bien qu'il n'y ait aucune preuve de cela dans les documents historiques. L'objectif est d'assurer la liaison entre les possessions des comtes de Holstein-Schaumbourg au nord et au sud des Wesergebirge (de), qui séparaient le Bukkigau et le Tilithigau (de) l'un de l'autre, car la route militaire et commerciale passe par le col du Steinberg.
La transformation du château en palais a lieu vers 1560 et comprend l'ajout d'ailes, d'écuries et d'une cour intérieure médiévale. Vers la fin du XVIe siècle, Hermann de Schaumbourg, évêque de Minden, après avoir abandonné et perdu son diocèse en 1582, retourne à Schaumbourg pour vivre avec son frère Adolphe XIV et vit à Arensburg jusqu'à sa mort en 1592. Pendant cette période, le bâtiment principal avec un palais et une tour d'escalier ainsi que ce qui est aujourd'hui la partie la plus ancienne, la structure à colombages avec un toit en croupe, sont construits. En 1646, Arensburg appartient à la principauté de Schaumbourg-Lippe.
Au-dessous de la colline du château se trouvent neuf étangs appelés "étangs aux sorcières". Le nom vient du fait qu'ils étaient utilisés pour prélever des échantillons d'eau lors de la chasse aux sorcières dans le comté de Schaumbourg aux XVIe siècle et XVIIe siècle afin de condamner les personnes accusées de sorcellerie. Selon le registre paroissial d'Obernkirchen, 20 personnes furent brûlées comme sorcières près du château le 11 novembre 1659. Il s'agissait de garçons et de filles qui auraient exécuté des danses de sorcières sur les falaises de Luhden.
Jusqu’en 1816, Arensburg est dans une sorte de sommeil. Le bâtiment principal est temporairement utilisé comme entrepôt pour les céréales et d'autres marchandises avant que le prince Georges-Guillaume de Schaumbourg-Lippe épouse Ida de Waldeck-Pyrmont et que le château d'Arensburg est transformé et agrandi en maison de vacances. La tour est surélevée, le toit est restauré et des peintures modernes au plafond sont ajoutées dans le style néo-gothique.
Pendant longtemps, il y a une écurie à côté du château. Des bâtiments plus modernes sont construits sur ses fondations. Dans les années 1930, le château accueille un restaurant. En 1936, le château n'est pas la propriété des Schaumbourg-Lippe puis est occupé par les nazis. Avec la construction de la Reichsautobahn (de), dans cette zone plus tard de la Bundesautobahn 2, Arensburg appartient à l'administration des Reichsautobahnen à partir de 1940. Elle prévoit de développer et d'utiliser Arensburg comme aire de service autoroutière avec sa propre sortie d'autoroute, ce qui n'est pas fait pendant la Seconde Guerre mondiale.
De 1943 à  avril 1945, Arensburg est connu sous le nom de "camp d'éducation par le travail de Lahde (de)" et est un commandement extérieur du petit camp de concentration de Lahde, sur la Weser. Ses prisonniers internationaux sont hébergés dans la grange aux dîmes du château comme quartier de masse et doivent effectuer les travaux forcés les plus durs dans la carrière voisine en face, où un parc d'attractions sera ensuite créé.
Au début des années 1950, le projet d'une station-service autoroutière est relancé. En 1951, l'Arensburg est mis en service comme aire de repos. Les rénovations à l'intérieur du bâtiment et une terrasse pour les repas en plein air rendent l'établissement attrayant pour les voyageurs. Au début des années 1980, l'aire de service est arrêtée, car le château ne répond plus aux exigences d'une aire de service. Le propriétaire de l'époque, la Gesellschaft für Nebenbetriebe der Bundesautobahnen mbH, estime les besoins de rénovation à environ 14 millions de DM. L'Office fédéral de la propriété vend ensuite le château à un consultant économique en 1983.
En 1989, le château devient la propriété d'une autre société de gestion de patrimoine, qui fait rénover le château et ses 85 pièces dans les années 1990 pour plusieurs millions de DM et le transformer en bâtiment de bureaux et d'administration. Il est modernisé et notamment équipé d'un ascenseur.
Après la faillite de la société de gestion de fortune en 2004, l'Arensburg reste vide et est de plus en plus négligé. Pendant la période d'inoccupation, le bâtiment du château subit d'importants dégâts des eaux. D'autres changements de propriétaire ont lieu, notamment un inventeur et une femme d'affaires qui ont des projets. Le prix d'achat du complexe serait tombé d'environ 4 millions d'euros initialement à un peu moins de 300 000 euros. Les coûts de rénovation pour rendre le château habitable et utilisable sont estimés à environ deux millions d'euros en 2015. En décembre 2015, l'Arensburg est acheté aux enchères par la société German Property Group sous le nom de Dolphin Trust de Langenhagen, qui souhaite moderniser le bâtiment historique et lui donner une nouvelle utilisation. La société ne divulgue pas le type d'utilisation ultérieure prévue pour l'Arensburg. En 2017, le château brûle, certainement un incendie volontaire. L'entreprise étant devenue insolvable en 2020, l'avenir du complexe du château est incertain. En 2023, une mise en enchères est organisée dans ce cadre.
Lors d'une inspection du château, l'équipe de préservation des monuments découvre trois vitraux d'église bien conservés qui pourraient provenir de l'abbaye d'Obernkirchen (de). Ils sont sécurisés.
Des visites au public ont lieu lors d'un rendez-vous de visite dans le cadre des ventes et lors de la Journée portes ouvertes des monuments (de) en 2016.

## Source, notes et références
- (de) Cet article est partiellement ou en totalité issu de l’article de Wikipédia en allemand intitulé « Schloss Arensburg » (voir la liste des auteurs).

1. 1 2 3  (de) Erhard Kühlhorn, Historisch-Landeskundliche Exkursionskarte von Niedersachsen: Stadthagen, Kommissionsverlag A. Lax, 1964 (lire en ligne), p. 57
2. 1 2 3  (de) Schaumburger Burgen und Herrensitze, 2018, 16 p. (lire en ligne), p. 12
3. 1 2 3  (de) Christa Reichardt, Wolfgang Herzfeld, Wilfried Pioch, Ahrensburg : Grafen, Lehrer und Pastoren : 400 Jahre Schloss und Kirche, Husum, 1995, 383 p. (ISBN 9783880427273, lire en ligne)
4. ↑  (de) Hans Weimann, « Von allen guten Geistern verlassen », sur Schaumburger Zeitung, 2015 (consulté le 8 mai 2024)
5. ↑  E. Simon, Nouveau guide général du voyageur en Allemagne et dans les États Autrichiens, Garnier Frères, 1864, 614 p. (lire en ligne), p. 75
6. ↑  (de) Nationalsozialistisches Jahrbuch, vol. 8, 1934 (lire en ligne), p. 390
7. 1 2 3 4 5 6 7 8 9  (de) Marieluise Zacharias, « Nazis, Promis und Erfinder: Die wechselvolle Geschichte der Arensburg », sur Schaumburger Zeitung, 2023 (consulté le 8 mai 2024)
8. ↑  (de) Friedrich Brinkmann, Das "Arbeitserziehungslager" Lahde 1943-1945, 1986 (lire en ligne)
9. ↑  (de) « Steinbergen: Arensburg und Ex-Pflegeheim wechseln die Besitzer », sur Rinteln Aktuell, 2015 (consulté le 8 mai 2024)
10. ↑  (de) « Feuer auf Schloss Arensburg: Feuerwehr verhindert Ausbreiten der Flammen », sur Rinteln Aktuell, 2017 (consulté le 8 mai 2024)
11. 1 2  (de) « Lustschloss, Ferienresidenz und Autobahnraststätte: Das Erzählcafé zum Thema "Schloss Arensburg" », sur Rinteln Aktuell, 2014 (consulté le 8 mai 2024)